# Zoe Winters
Zoë Winters est née le 20 février 1985 en Californie, États-Unis. Elle est actrice. Elle est connue pour Succession (2018), Hunters (2020) et The Good Fight (2017).

## Biographie

### Carrière
En 2007, Zoë commence sa carrière d'actrice en tant que figurante en jouant le rôle d'une serveuse dans la série Gossip Girl.
En 2018, Zoë Winters rejoint le casting de la série de HBO Succession pour  durant 15 épisodes.

## Filmographie

### Cinéma
- 2023 : Jules de Marc Turtletaub : Denise
- 2024 : Cold Wallet de Cutter Hodierne : Eileen
- 2025 : Materialists de Celine Song : Sophie

### Télévision

#### Séries télévisées
- 2007 : Gossip Girl : Une serveuse
- 2008 : American Wives : Jan
- 2009 : New York - Police judiciaire : Suzanne
- 2009 : Ugly Betty : Candidat n°3
- 2018 : The Good Fight : Gretchen Mackie
- 2018-2023 : Succession : Kerry
- 2019 : Instinct : Molly Tran
- 2020 : Hunters : La députée Elizabeth Handelman
- 2023 : Command Z : Christina Martin